# Bessombe
Bessombé ou Bissombe est un village de la commune de Dibamba, département de la Sanaga-Maritime, Région du Littoral au Cameroun.

## Population et développement
En 1967, la population de Bessombe était de 270 habitants. La population de Bessombe était de 308 habitants dont 174 hommes et 134 femmes, lors du recensement de 2005.  